# Tura Soler Pagès
Tura Soler Pagès (Santa Pau, Gerona, 1963) es una periodista española especializada en sucesos.

## Biografía
Se licenció en Ciencias de la Información en la Universidad Autónoma de Barcelona. Desde 1986 trabaja en el periódico El Punt Avui, donde se especializó en la crónica de sucesos en Cataluña, llegando a ser jefa de investigación. Destacan especialmente sus trabajos sobre el caso del secuestro de Maria Àngels Feliu y sobre Joan Vila, el asesino del geriátrico de Olot. Por otra parte, el hecho de que nunca abandonara su persistencia por tratar de descubrir la identidad de la chica ahorcada en Portbou en el año 1990, la llevó finalmente a conseguirlo en 2022 (casi 32 años después) de la mano del programa Crímenes, de Carles Porta.
Ha publicado varios libros y ha ganado premios como el Premio de Periodismo Carles Rahola. Soler colabora en el programa Crímenes de TV3, y también colaboró con el periódico El País durante los años 80.
Se ha convertido, a su vez, en un personaje de ficción en varias novelas negras, en donde hace el papel de periodista de investigación. Aparece en obras como Genista para los muertos de Agustí Vehí, En el umbral de la muerte de Eduard Pascual, La extraña desaparición de Laura de Josep Torrent o Plagas y volcanes de Miquel Casas.

## Obras
- Estampas del secuestro de Olot (El Punt, 1995), (con Susana Alsina Coll y Fidel Bales Juanola). ISBN 9788460524410.
- El volcán en la mesa: las habas de Santa Pau (El Medol, 2001), (con Salvador García-Arbós). ISBN 9788495559166.
- Tierra de crímenes (Editoral Xandri, 2017).
- Lo que me han enseñado los muertos para entender mejor la vida, memorias del forense Narcís Bardalet. ISBN 9788494941702.
- El pantano maldito (La Campana, 2021). ISBN 9788418226212.